# Либчице-над-Влтавоу
Либчице-над-Влтавоу (чеш. Libčice nad Vltavou) — город в районе Прага-запад Среднечешского края Чехии на левом берегу Влтавы в 13 км к северу от центра Праги и в 6 км к юго-востоку от города Кралупы-над-Влтавой. Состоит из трёх кадастровых районов: собственно Либчице-над-Влтавоу, Летки и Хинов.
В Либчице находится самая низкая точка района Прага-Запад — 170 метров над уровнем моря.

## История
Первое письменное упоминание о Либчице находится в уставного фонде Бржевновского монастыря и относится к 993 году. В 1159 году король Владислав II передал Либчице мальтийскому монастырю в Праге. Позже Либчице принадлежит Збраславскому монастырю, вплоть до 1421 года, когда он перешёл одному из Лобковицев, которым он принадлежал до 1848 года.
На момент начала Тридцатилетней войны в Либчице было 80 жителей, церковь, священник, 8 ферм и три коттеджа. В 1850—1878 Либчице был объединён с близлежащей деревней Доланы. В текущем виде деревня была основана в 1924, когда объединились три ранее отдельные деревни — Либчице, Чинов и Летки. Статус города был дан Либчице-над-Влтавоу правительством ЧСР в 1948 г.

### Перепись 1932 года
В селе Letky-Libčice (нареч. Хинов, население 3000 жителей) были в 1932 году зафиксированы:
Здания и сооружения: главный почтамт, телеграф, телефонная служба, полицейский участок, католическая церковь, евангелистическая церковь, добровольная пожарная бригада, 4 кирпичных завода, завод огнетушителей «Минимакс», игрушечный завод, строительство заводских труб, филиал Praha Iron Company.
Услуги: врач, стоматолог, 5 авторемонтных мастерских, кинотеатр «Легион», аптека, часовщик, 10 постоялых дворов, капельмейстер, модистка, магазин обуви Bata, прачечная, сберегательная касса, строительный кооператив Летки, 2 строительных фирмы, ремонт бытовой техники, колодезник, садоводство, 2 каменщика.

## Достопримечательности

### Здания и сооружения, охраняемые как памятники
- Католическая церковь Св. Варфоломея. Первая церковь на этом месте была построена в 1396 в готическом стиле, снесена в 1763; в 1769 была освящена барочная церковь; в 1903 к ней пристроили пресвитерий и ризницы. Копии фресок, изготовленных Райнером находятся в пражской церкви Св. Варфоломея. В башне церкви Св. Варфоломея находится колокол, который в 1696 году сделал основатель Ян Приквей.
- Евангельская церковь. Краеугольный камень этой церкви был заложен в 1863 году, и в 1867 году она была освящена. Она построена в псевдороманском стиле. На фасаде церкви находится мемориальная доска с рельефом Гуса.
- Погребальные скульптура Билека:
  - Статуя Христа в натуральную величину 1909 года на католическом кладбище 1854 года.
  - Надгробная плита с рельефом на евангельском кладбище 19-го века.
- Mohylník — приходит с доисторических времён, курганы были обнаружены в 19-м веке Вацлавом Крольмусом на краю Чиновской рощи возле дороги к Tursko.
- Liběhrad — развалины замка.
- Kameníček — каменистый холм в центре города.

### Здания и сооружения без статуса памятника
- Католический приход — нынешние здание датируется 1893 годом.
- Часовня — была построена, в соответствии сданными над входом, в 1901 году.
- Два памятника жертвам Первой мировой войны и мемориал жертв Второй мировой войны.
- Евангелический пасторат — пасторат стоит рядом с евангельской церковью в центре города.
- Крест — стоит на пересечении Лесной и Чиновской улиц.
- Угольная мельница — стоит на территории Винтового завода.

## Экономика
Город был крупным центром производства винтов, кирпича и черепицы.

## Транспорт
Городские автодороги имеют III класс.
Вдоль левого берега Влтавы тянется железная дорога Прага — Кралупы-над-Влтавой — Дечин. Это двухпутная электрифицированная по всей длине линия, включённая в европейскую железнодорожную систему, часть Коридора 1, была открыта в 1850 г. В городе находятся железнодорожная станция Либчице-над-Влтавоу, платформа Либчице-над-Влтавоу-Летки, а также платформа Реж. На всех трёх остановочных пунктах останавливается 29 пар поездов линии S4 (Прага — Кралупы-над-Влтавой — Гневице) по будням и 20 по выходным, в том числе и экспрессы (только на станции).
Из речного транспорта необходимо отметить паром Масловице — Либчице-над-Влтавоу и пристань на линии компании Нелагозевес Марина, линия работает по воскресеньям нечётные недели с июня по сентябрь.

## Население
| Год  | Численность | Численность |
| ---- | ----------- | ----------- |
| 1869 | 556         | [ 8 ]       |
| 1880 | 1211        | [ 8 ]       |
| 1890 | 1424        | [ 8 ]       |
| 1900 | 2160        | [ 8 ]       |
| 1910 | 2396        | [ 8 ]       |
| 1921 | 2318        | [ 8 ]       |
| 1930 | 2992        | [ 8 ]       |
| 1950 | 3162        | [ 8 ]       |
| 1961 | 3434        | [ 8 ]       |
| 1970 | 3267        | [ 8 ]       |
| 1980 | 3079        | [ 8 ]       |
| 1991 | 2999        | [ 8 ]       |
| 2001 | 3302        | [ 8 ]       |
| 2014 | 3322        | [ 9 ]       |
| 2016 | 3335        | [ 10 ]      |
| 2017 | 3374        | [ 11 ]      |
| 2018 | 3379        | [ 12 ]      |
| 2019 | 3383        | [ 13 ]      |
| 2020 | 3458        | [ 14 ]      |
| 2021 | 3476        | [ 15 ]      |
| 2022 | 3456        | [ 16 ]      |
| 2023 | 3531        | [ 17 ]      |
| 2024 | 3577        | [ 3 ]       |

## Фотогалерея

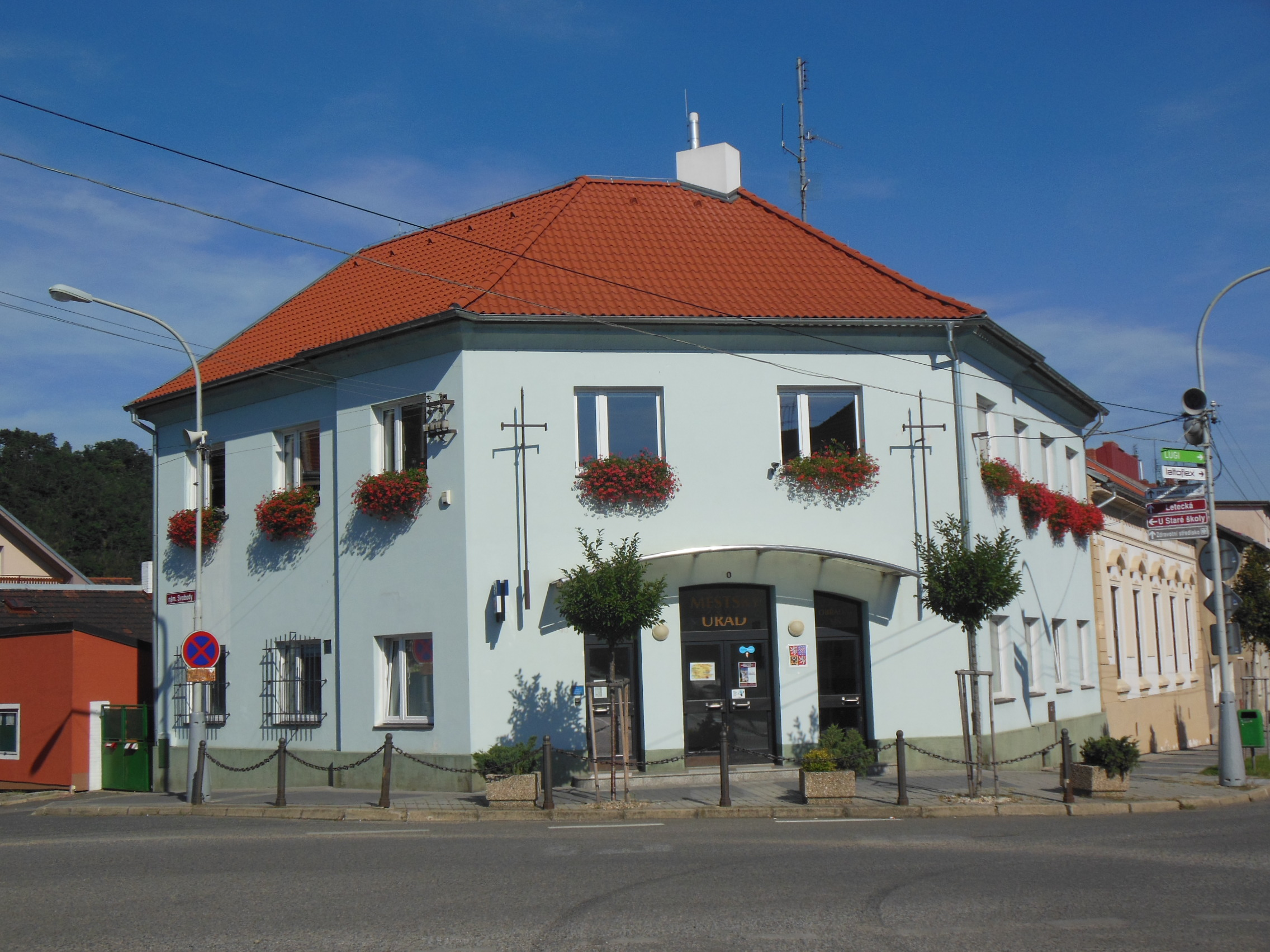
Городская ратуша
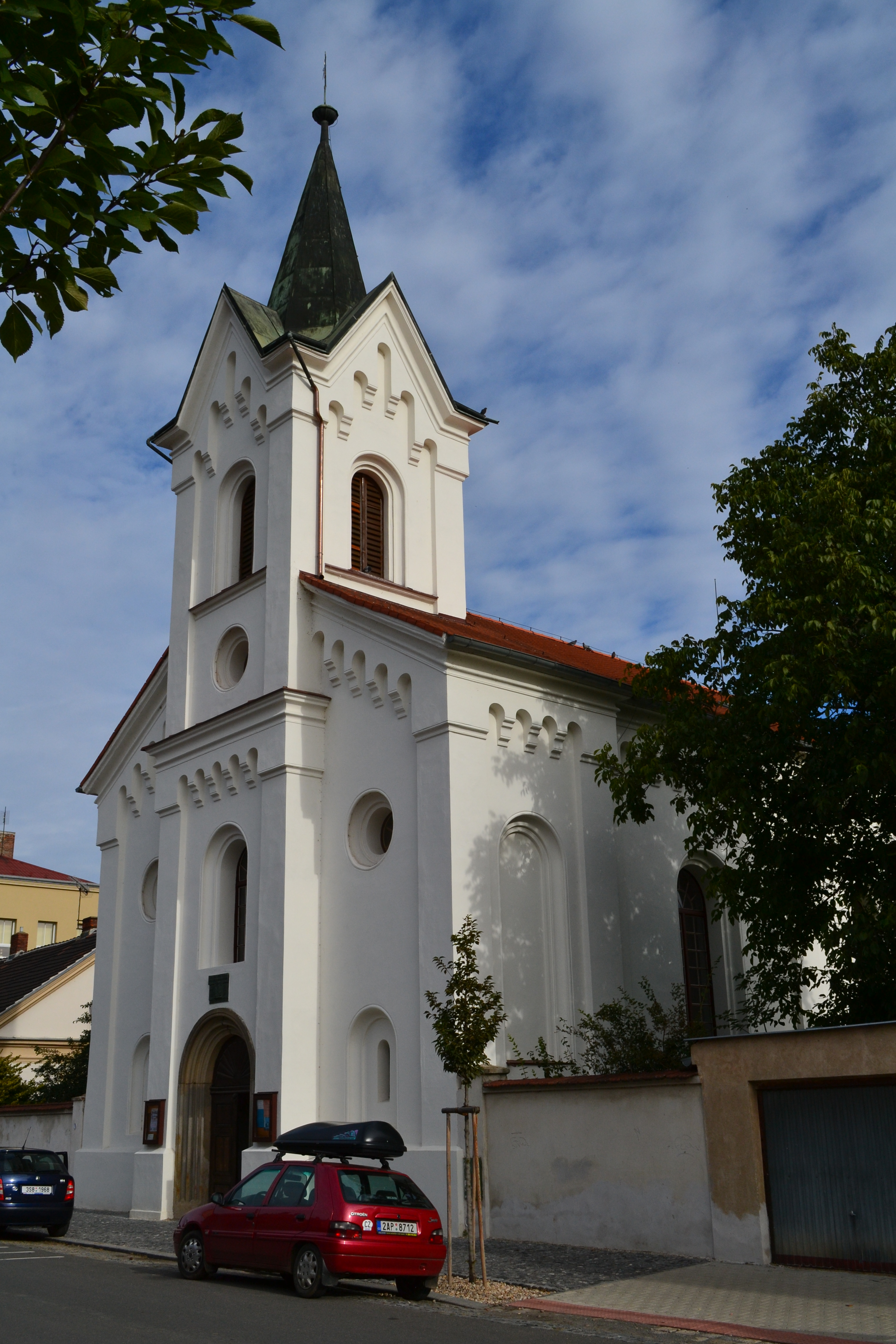
Церковь евангелистов
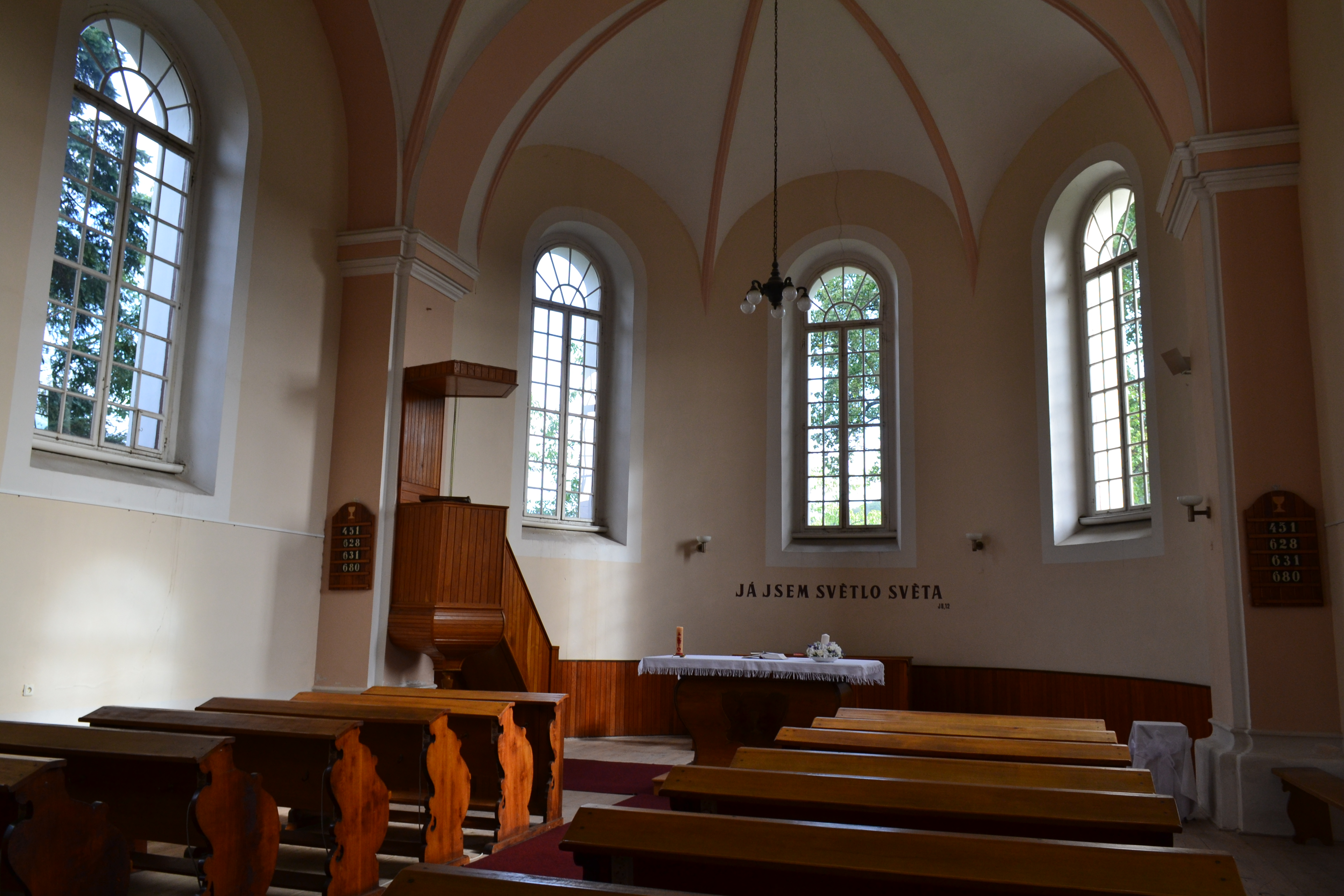
Внутри церкви евангелистов
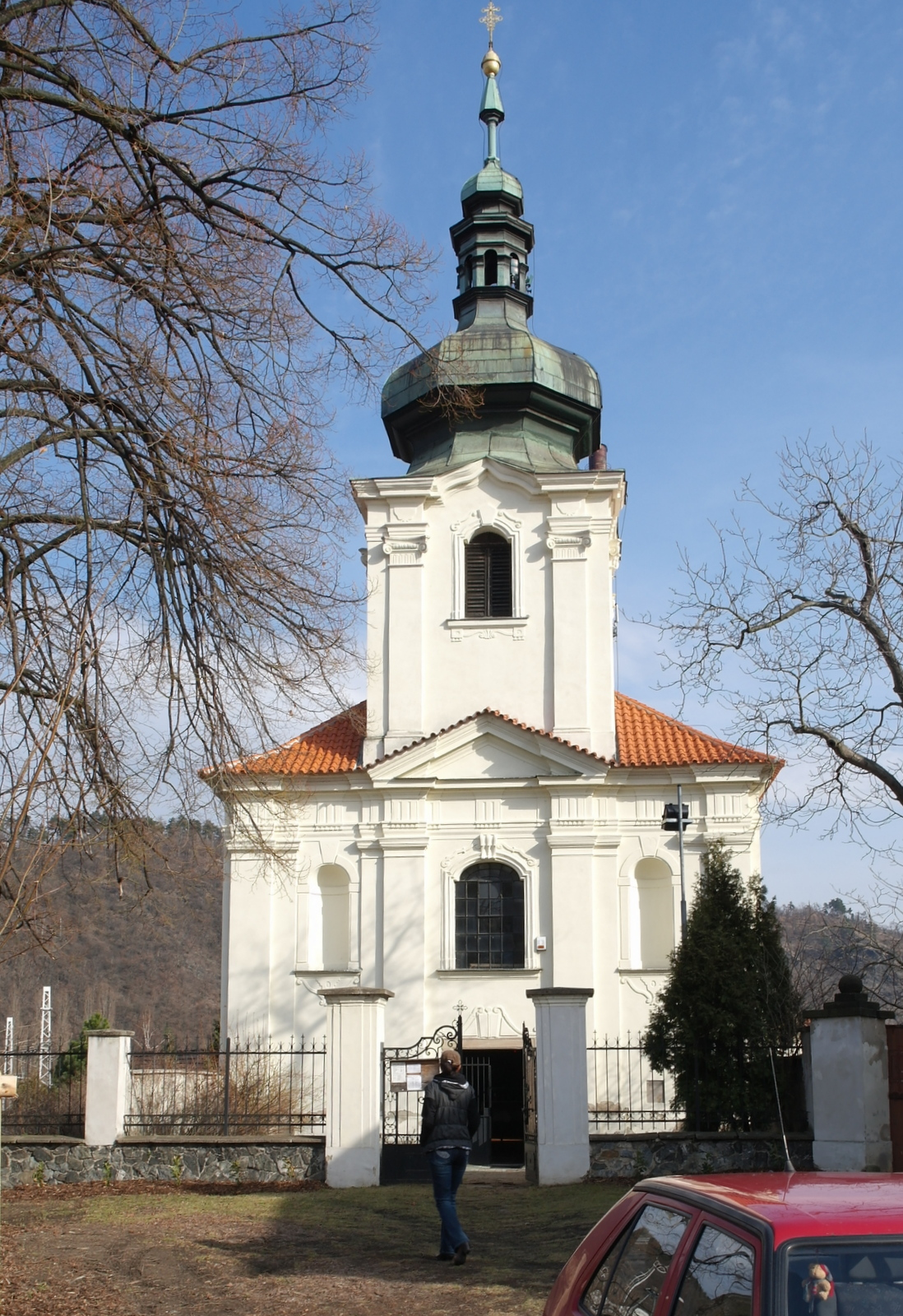
Костёл св. Бартоломея
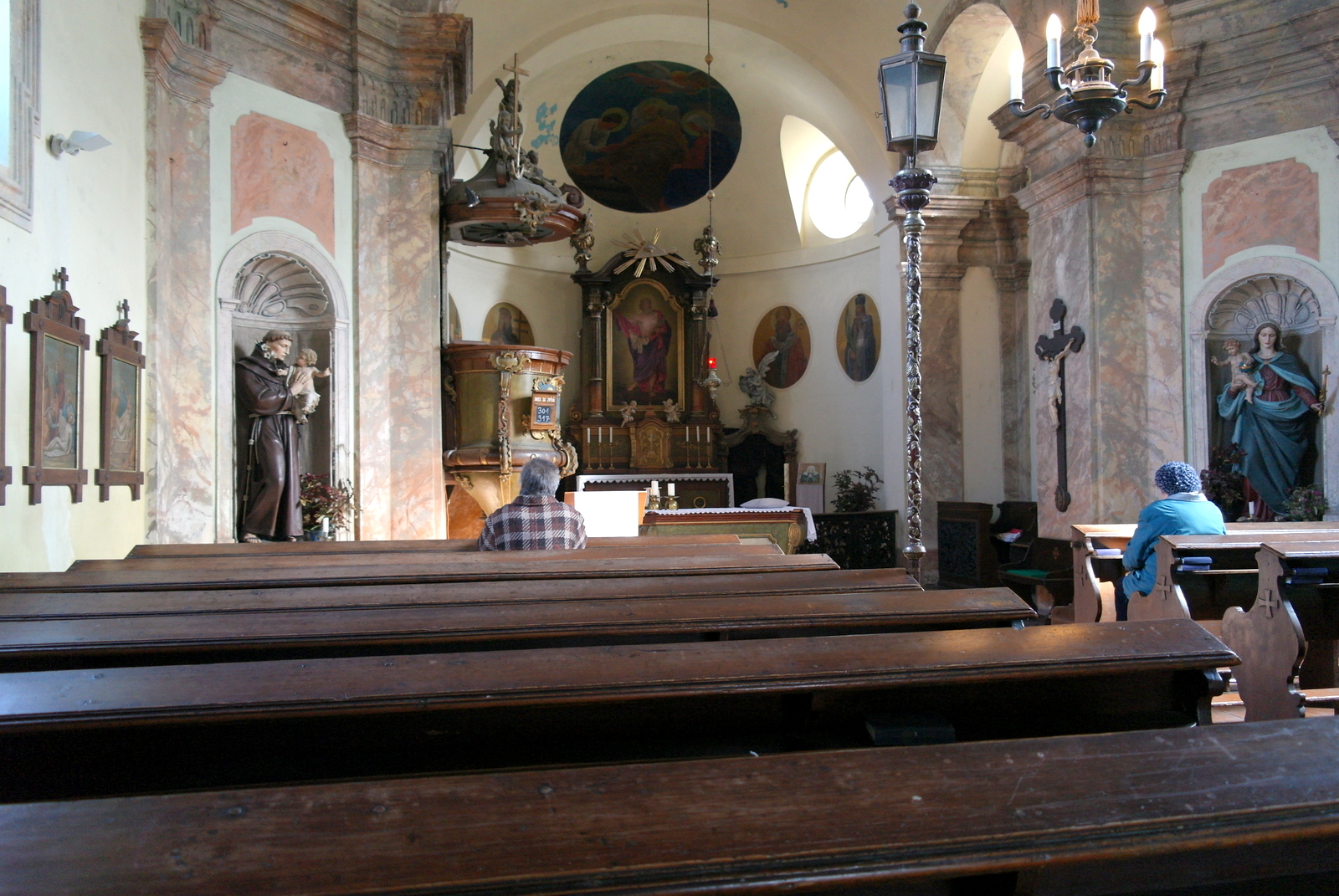
Внутри костёла св. Бартоломея
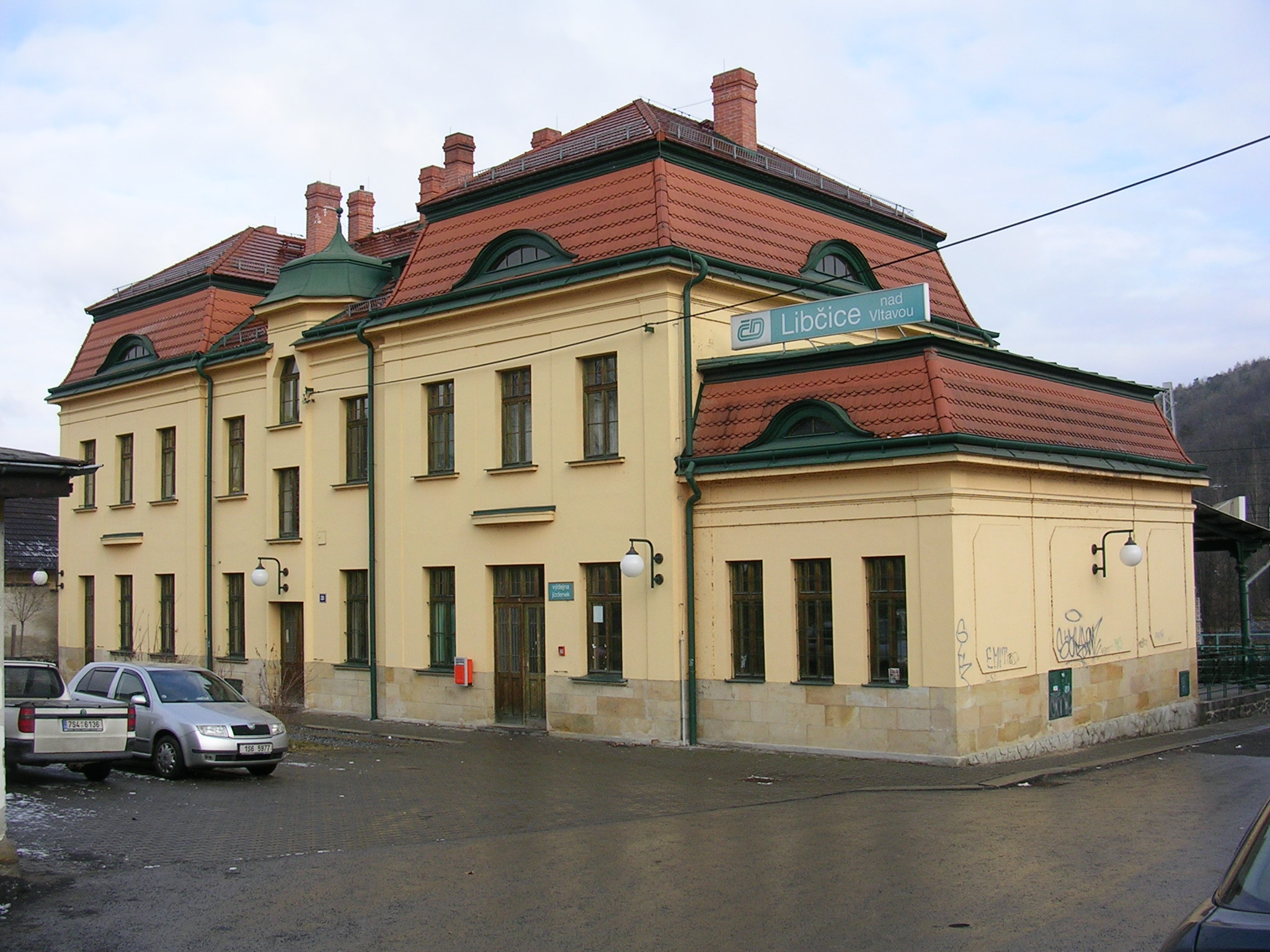
Вокзал
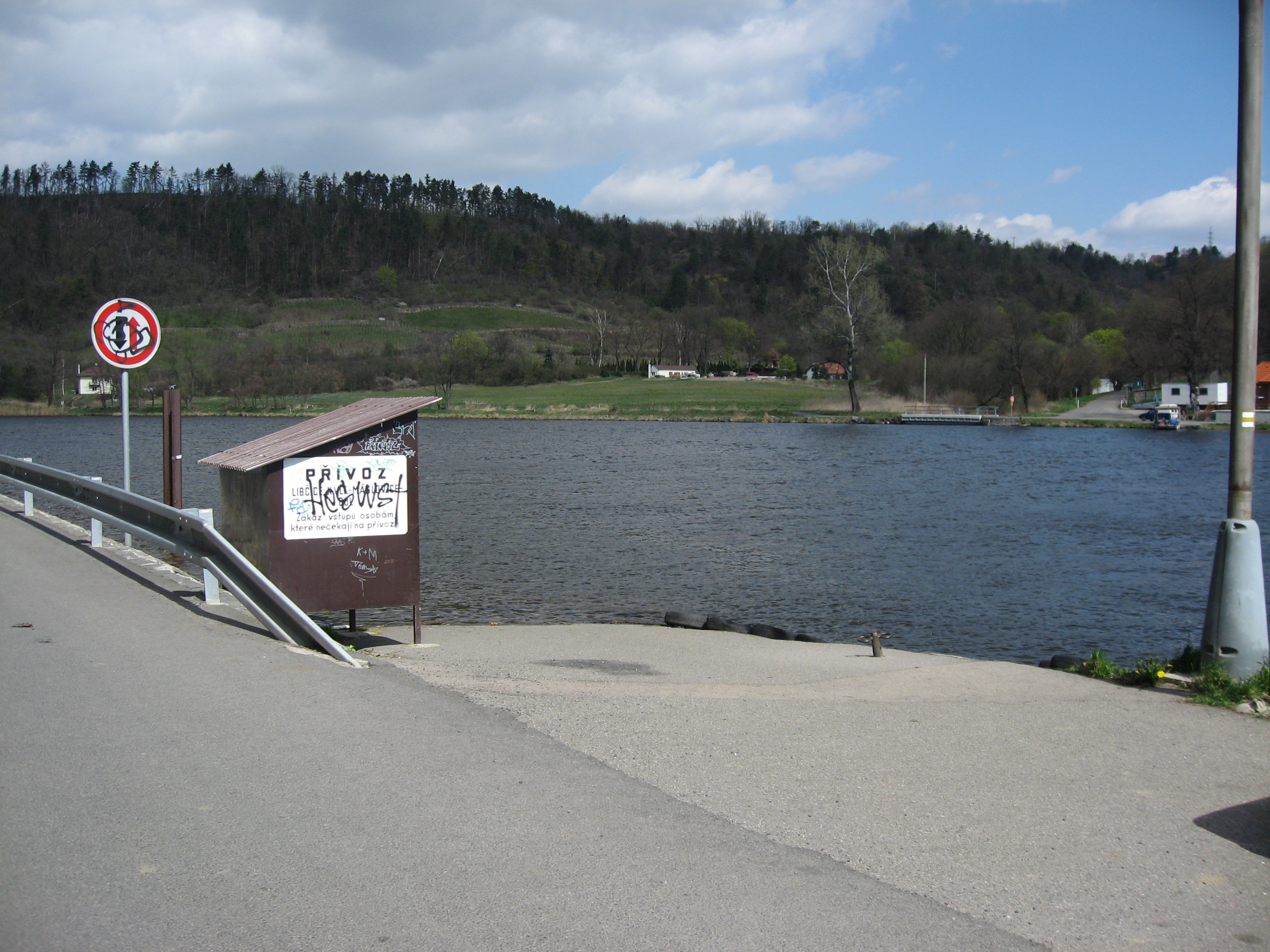
Паромная переправа
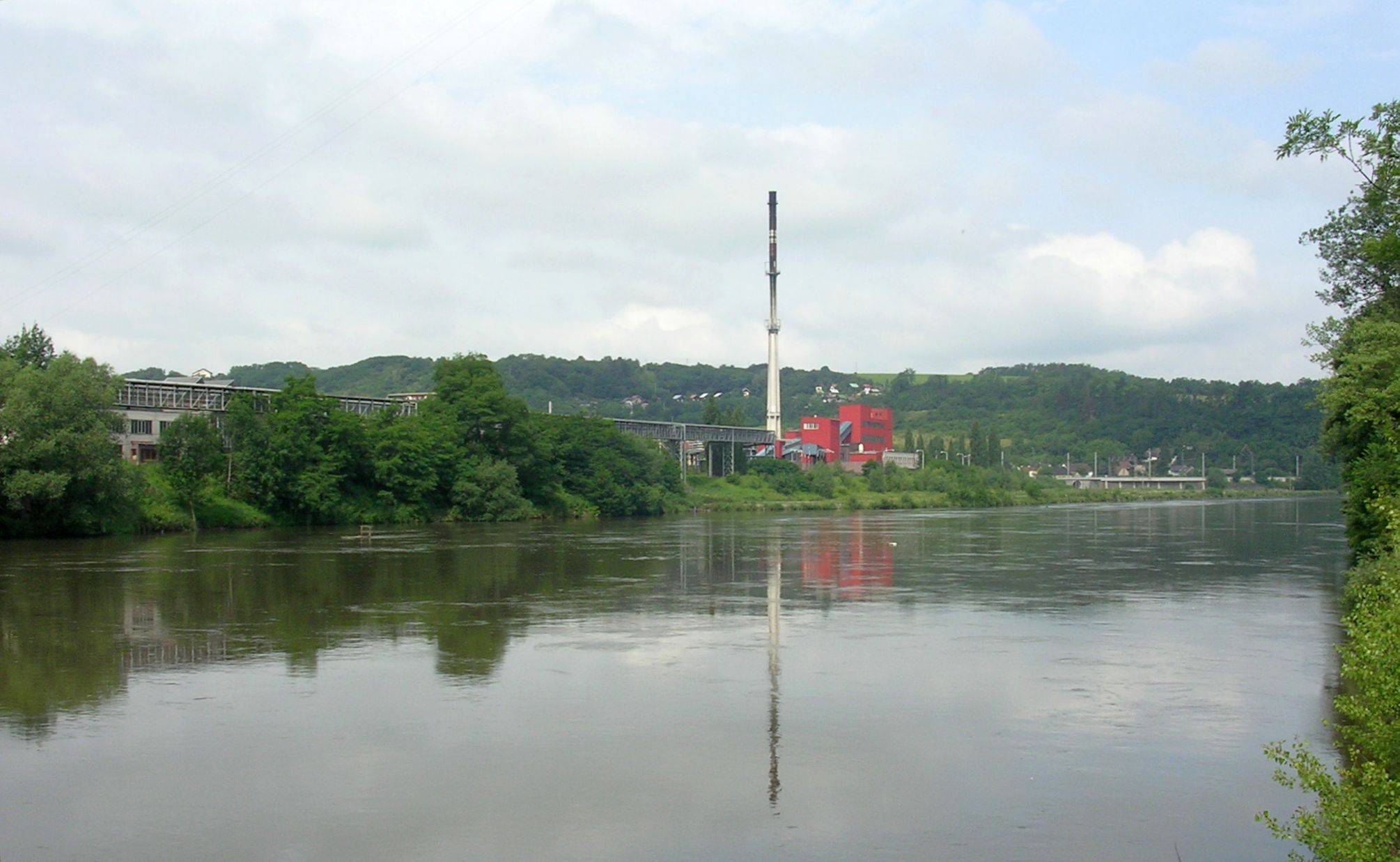
Вид на винтозавод
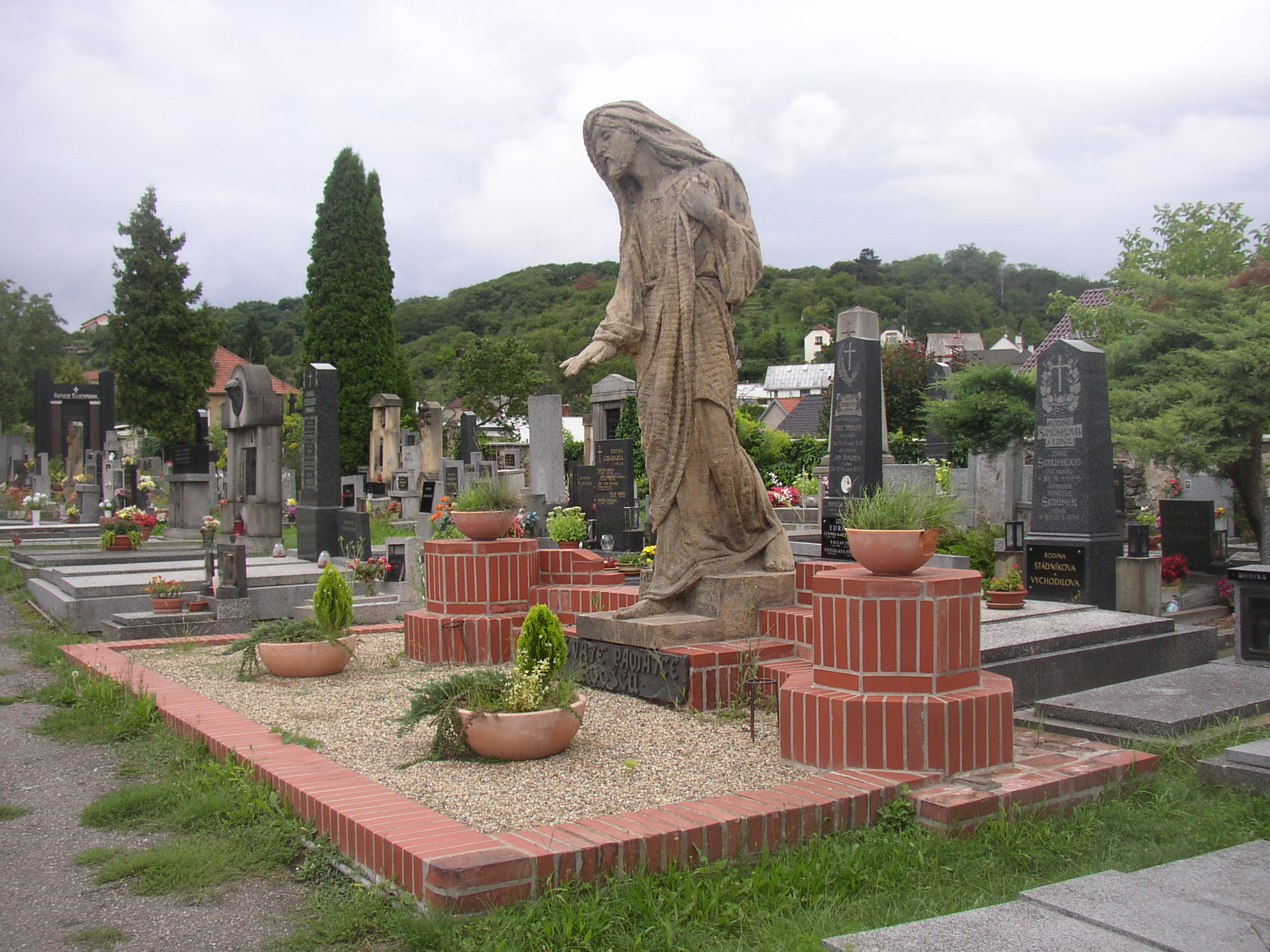
Статую Христа работы Франтишка Билка на католическом кладбище
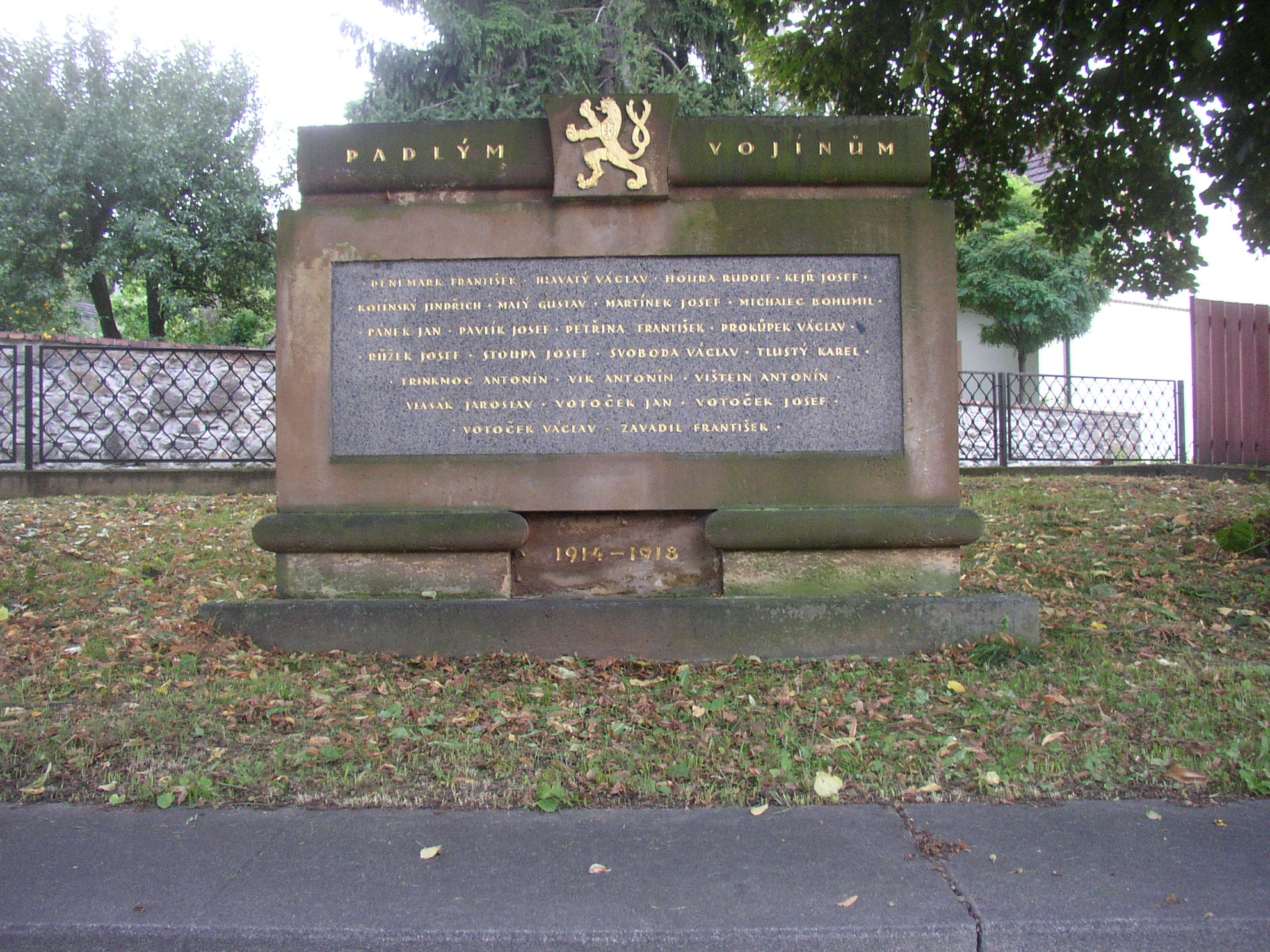
Памятник Первой мировой войне
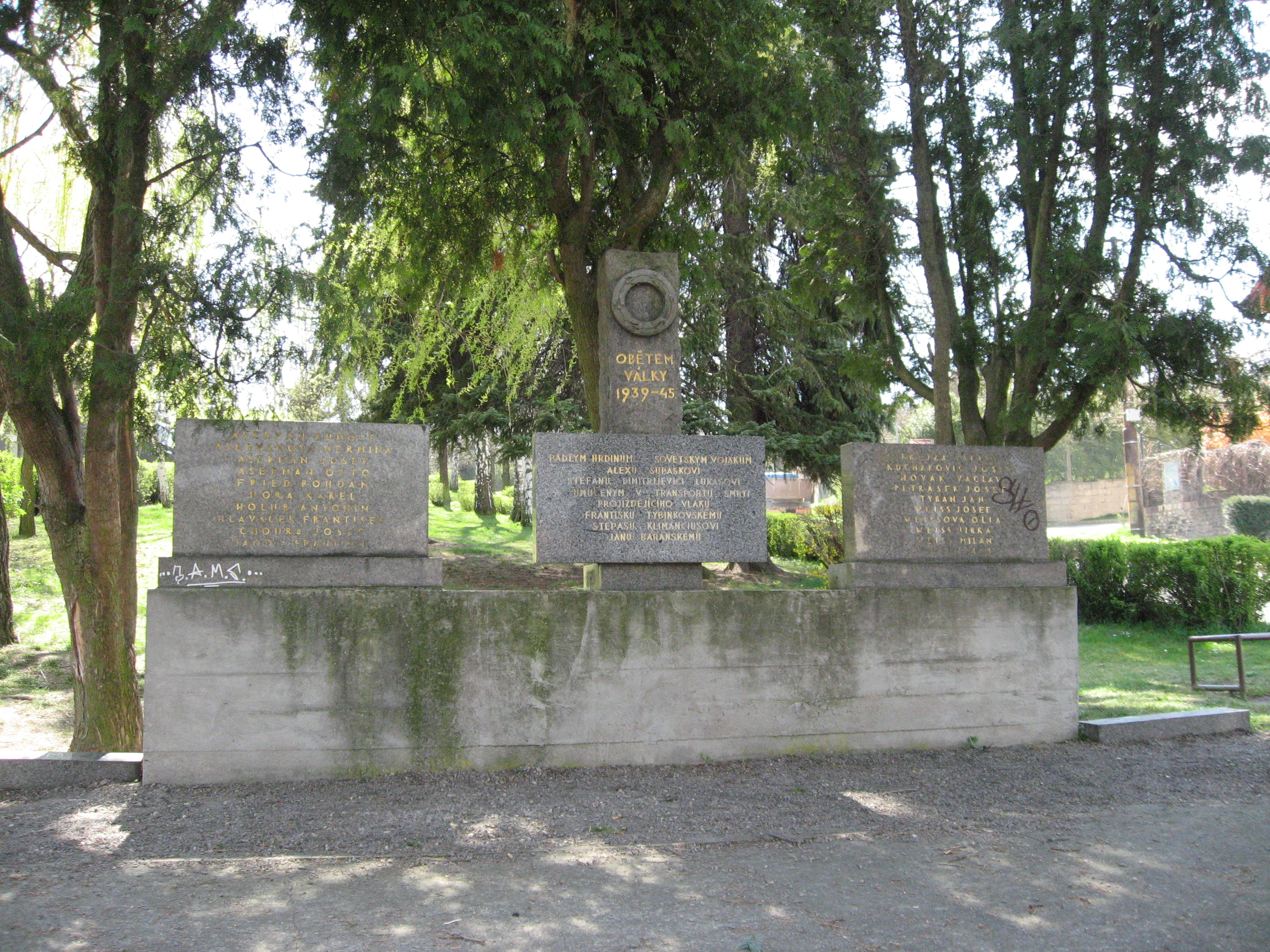
Памятник Второй мировой войне
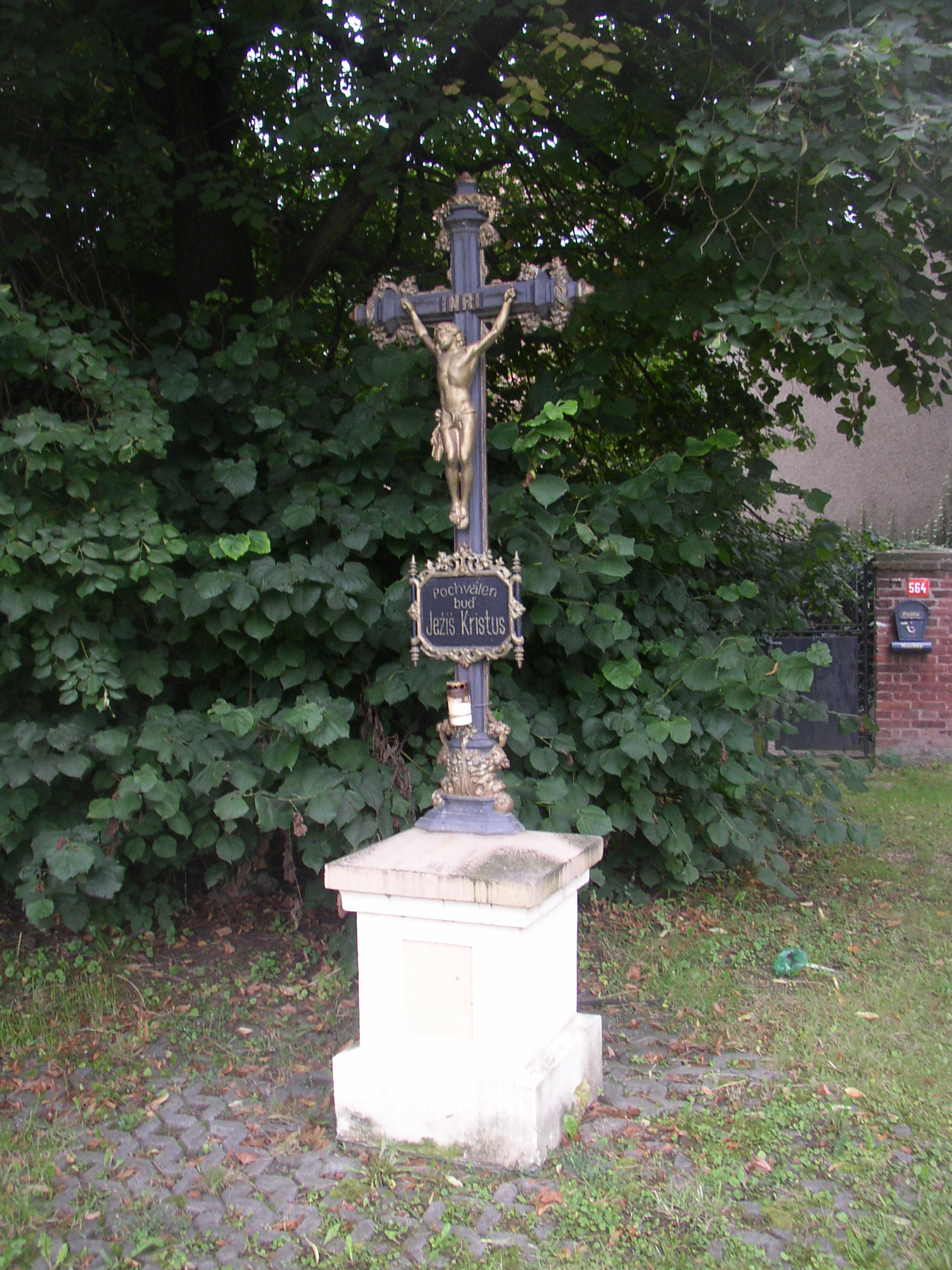
Крест на перекрёстке в Чинове
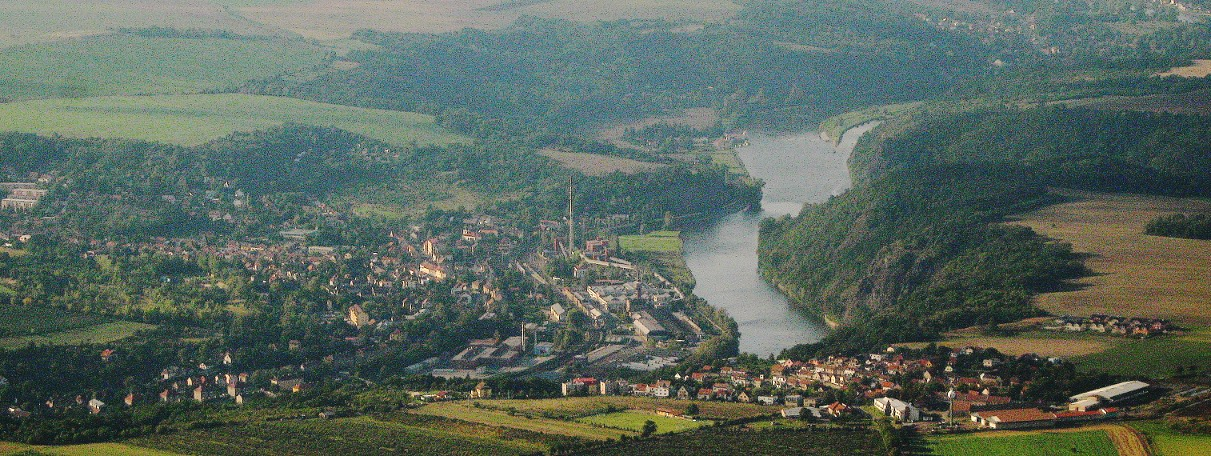
Вид с высоты птичьего полёта